# Katarzyna Tkacz-Śmiech
Katarzyna Tkacz-Śmiech (zm. 3 stycznia 2021) – polska specjalistka inżynierii materiałowej, prof. dr hab. inż.

## Życiorys
W 1985 ukończyła studia inżynierii materiałowej w Akademii Górniczej i Hutniczej im. Stanisława Staszica, 8 lutego 1993 obroniła pracę doktorską Analiza rozkładu gęstości elektronowej i stałych siłowych molekuł dwuatomowych w oparciu o model atomu w molekule, 30 marca 2007 habilitowała się na podstawie pracy zatytułowanej Kryształy jonowo-kowalencyjne typu AB i ABO3: związki pomiędzy składem chemicznym, budową, naturą wiązań i wybranymi właściwościami. 25 czerwca 2019 nadano jej tytuł profesora w zakresie nauk technicznych.
Została zatrudniona na stanowisku profesora w Katedrze Fizykochemii i Modelowania Procesów na Wydziale Inżynierii Materiałowej i Ceramiki Akademii Górniczo-Hutniczej im. Stanisława Staszica w Krakowie.
Była profesorem nadzwyczajnym Katedry Technologii Ceramiki i Materiałów Ogniotrwałych Wydziału Inżynierii Materiałowej i Ceramiki Akademii Górniczo-Hutniczej im. Stanisława Staszica w Krakowie i Instytutu Fizyki na Wydziale Matematycznym–Fizyczno-Technicznym Akademii Pedagogicznej im. Komisji Edukacji Narodowej w Krakowie.
Zmarła w styczniu 2021.

## Odznaczenia i wyróżnienia
- Nagrody Rektora AGH[1]
- Srebrny Krzyż Zasługi[1]
- Medal Komisji Edukacji Narodowej[1]